# 1971-es magyar úszóbajnokság
Az 1971-es magyar úszóbajnokságot augusztusban rendezték meg a Nemzeti Sportuszodában.

## Eredmények

### Férfiak
| Versenyszám            | Arany                                                              | Arany   | Ezüst                                                                  | Ezüst   | Bronz                                                            | Bronz   |
| ---------------------- | ------------------------------------------------------------------ | ------- | ---------------------------------------------------------------------- | ------- | ---------------------------------------------------------------- | ------- |
| 100 m gyorsúszás       | Szentirmay István BVSC                                             | 54,0    | Cseh László Újpesti Dózsa                                              | 55,2    | Riskó Géza Újpesti Dózsa                                         | 55,3    |
| 200 m gyorsúszás       | Hargitay András KSI                                                | 1:59,9  | Császári Attila BVSC                                                   | 2:00,2  | Borlói Mátyás Újpesti Dózsa                                      | 2:03,6  |
| 400 m gyorsúszás       | Hargitay András KSI                                                | 4:18,9  | Borlói Mátyás Újpesti Dózsa                                            | 4:23,0  | Hevesi László Egri Dózsa                                         | 4:26,3  |
| 1500 m gyorsúszás      | Tóth Csaba KSI                                                     | 17:25,6 | Sós Csaba KSI                                                          | 17:35,7 | Hevesi László Egri Dózsa                                         | 17:40,7 |
| 100 m hátúszás         | Cseh László Újpesti Dózsa                                          | 59,9    | Hámori Jenő Bp. Spartacus                                              | 1:03,1  | Tallós László KSI                                                | 1:03,8  |
| 200 m hátúszás         | Cseh László Újpesti Dózsa                                          | 2:12,1  | Borlói Mátyás Újpesti Dózsa                                            | 2:14,5  | Tallós László KSI                                                | 2:14,9  |
| 100 m mellúszás        | Szabó Sándor Bp. Spartacus                                         | 1:08,4  | Csinger Márton Bp. Spartacus                                           | 1:09,7  | Dávid Gyula Újpesti Dózsa                                        | 1:10,2  |
| 200 m mellúszás        | Hargitay András KSI                                                | 2:32,7  | Csinger Márton Bp. Spartacus                                           | 2:35,1  | Szabó Tibor Újpesti Dózsa                                        | 2:35,2  |
| 100 m pillangóúszás    | Szentirmay István BVSC                                             | 57,4    | Hargitay András KSI                                                    | 59,4    | Cseh László Újpesti Dózsa                                        | 59,6    |
| 200 m pillangóúszás    | Sós Csaba KSI                                                      | 2:17,1  | Hrivó Árpád Bp. Honvéd                                                 | 2:19,2  | Buzgó József Ferencvárosi TC                                     | 2:20,0  |
| 200 m vegyes úszás     | Hargitay András KSI                                                | 2:12,6  | Szentirmay István BVSC                                                 | 2:14,8  | Csinger Márton Bp. Spartacus                                     | 2:15,5  |
| 400 m vegyes úszás     | Hargitay András KSI                                                | 4:41,7  | Sós Csaba KSI                                                          | 4:53,8  | Verrasztó Zoltán KSI                                             | 4:56,5  |
| 4 × 100 m gyorsváltó   | Újpesti Dózsa Riskó Géza Csatlós Csaba Borlói Mátyás Cseh László   | 3:41,7  | BVSC Varga László Erdélyi Ferenc Császári Attila Szentirmay István     | 3:41,7  | Egri Dózsa Sass Attila Kovács Bertalan Hevesi László Deli György | 3:53,6  |
| 4 × 200 m gyorsváltó   | Újpesti Dózsa Riskó Géza Mártonffy Tamás Borlói Mátyás Cseh László | 8:13,8  | BVSC Erdélyi Ferenc Rátonyi Gábor Szentirmay István Császári Attila    | 8:22,9  | KSI Hargitay András Sós Csaba Tallós László Verrasztó Zoltán     | 8:25,1  |
| 4 × 100 m vegyes váltó | Újpesti Dózsa Borlói Mátyás Dávid Gyula Cseh László Riskó Géza     | 4:06,3  | BVSC Erdélyi Ferenc Mátételki András Szentirmay István Császári Attila | 4:10,9  | Bp. Spartacus Hámori Jenő Szabó Sándor Csinger Márton György     | 4:12,2  |

### Nők
| Versenyszám            | Arany                                                    | Arany   | Ezüst                                                                | Ezüst   | Bronz                                                                  | Bronz   |
| ---------------------- | -------------------------------------------------------- | ------- | -------------------------------------------------------------------- | ------- | ---------------------------------------------------------------------- | ------- |
| 100 m gyorsúszás       | Gyarmati Andrea Ferencvárosi TC                          | 1:00,6  | Patóh Magda Bp. Spartacus                                            | 1:01,3  | Kovács Edit BVSC                                                       | 1:01,7  |
| 200 m gyorsúszás       | Gyarmati Andrea Ferencvárosi TC                          | 2:14,4  | Turóczy Judit BVSC                                                   | 2:14,8  | Patóh Magda Bp. Spartacus                                              | 2:22,3  |
| 400 m gyorsúszás       | Gyarmati Andrea Ferencvárosi TC                          | 4:47,6  | Törzs Mária Újpesti Dózsa                                            | 4:52,4  | Eckel Edit Újpesti Dózsa                                               | 4:56,0  |
| 800 m gyorsúszás       | Kiss Éva Bp. Honvéd                                      | 10:00,1 | Bedekovics Krisztina Bp. Honvéd                                      | 10:10,7 | Törzs Mária Újpesti Dózsa                                              | 10:11,9 |
| 100 m hátúszás         | Gyarmati Andrea Ferencvárosi TC                          | 1:08,4  | Turóczy Judit BVSC                                                   | 1:10,5  | Madarassy Szilvia Újpesti Dózsa                                        | 1:11,5  |
| 200 m hátúszás         | Gyarmati Andrea Ferencvárosi TC                          | 2:29,1  | Turóczy Judit BVSC                                                   | 2:33,3  | Madarassy Szilvia Újpesti Dózsa                                        | 2:34,7  |
| 100 m mellúszás        | Máté Mária BVSC                                          | 1:18,8  | Kovács Edit BVSC                                                     | 1:19,9  | Kaczander Ágnes Bp. Spartacus                                          | 1:20,9  |
| 200 m mellúszás        | Kiss Éva Bp. Honvéd                                      | 2:47,9  | Máté Mária BVSC                                                      | 2:51,5  | Kaczander Ágnes Bp. Spartacus                                          | 2:51,6  |
| 100 m pillangóúszás    | Gyarmati Andrea Ferencvárosi TC                          | 1:04,8  | Kovács Edit BVSC                                                     | 1:08,2  | Tóth Zsuzsa Újpesti Dózsa                                              | 1:09,6  |
| 200 m pillangóúszás    | Gyarmati Andrea Ferencvárosi TC                          | 2:30,3  | Kaczander Ágnes Bp. Spartacus                                        | 2:33,9  | Kiss Éva Bp. Honvéd                                                    | 2:35,4  |
| 200 m vegyes úszás     | Turóczy Judit BVSC                                       | 2:29,7  | Gyarmati Andrea Ferencvárosi TC                                      | 2:34,6  | Kiss Éva Bp. Honvéd                                                    | 2:35,7  |
| 400 m vegyes úszás     | Kiss Éva Bp. Honvéd                                      | 5:21,0  | Kaczander Ágnes Bp. Spartacus                                        | 5:32,6  | Szlavitsek Gizella Újpesti Dózsa                                       | 5:39,4  |
| 4 × 100 m gyorsváltó   | BVSC Bojtos Ildikó Nagy Zsuzsa Turóczy Judit Kovács Edit | 4:13,4  | Újpesti Dózsa Baranyi Judit Somogyi Judit Törzs Mária Eckel Edit     | 4:14,0  | Bp. Spartacus Patóh Magda Bartos Dorottya Kaczander Ágnes Poór Katalin | 4:26,8  |
| 4 × 100 m vegyes váltó | BVSC Turóczy Judit Máté Mária Bojtos Ildikó Kovács Edit  | 4:44,2  | Újpesti Dózsa Madarassy Szilvia Tóth Márta Tóth Zsuzsa Baranyi Judit | 4:52,2  | Bp. Spartacus Bartos Dorottya Virágh Éva Kaczander Ágnes Patóh Magda   | 4:55,7  |

## Csúcsok
A bajnokság során az alábbi csúcsok születtek:
| Esemény                         | Idő     | Név                  | Csapat          | Csúcs                                      |
| ------------------------------- | ------- | -------------------- | --------------- | ------------------------------------------ |
| Férfi 100 méteres hátúszás      | 59,9    | Cseh László          | Újpesti Dózsa   | Országos felnőtt                           |
| Férfi 200 méteres hátúszás      | 2:12,1  | Cseh László          | Újpesti Dózsa   | Országos felnőtt                           |
| Férfi 200 méteres hátúszás      | 2:17,3  | Rudolf Róbert        | KSI             | Országos serdülő                           |
| Férfi 100 méteres pillangóúszás | 57,4    | Szentirmay István    | BVSC            | Országos felnőtt                           |
| Férfi 100 méteres mellúszás     | 1:08,4  | Szabó Sándor         | Bp. Spartacus   | Országos felnőtt                           |
| Férfi 200 méteres mellúszás     | 2:32,7  | Hargitay András      | KSI             | Országos felnőtt csúcsbállítás és ifjúsági |
| Női 400 méteres gyorsúszás      | 4:47,6  | Gyarmati Andrea      | Ferencvárosi TC | Országos felnőtt                           |
| Női 400 méteres gyorsúszás      | 4:59,2  | Bedekovics Krisztina | Bp. Honvéd      | Országos gyermek                           |
| Női 400 méteres gyorsúszás      | 4:57,2  | Bedekovics Krisztina | Bp. Honvéd      | Országos gyermek                           |
| Női 800 méteres gyorsúszás      | 10:00,1 | Kiss Éva             | Bp. Honvéd      | Országos felnőtt                           |
| Női 800 méteres gyorsúszás      | 10:10,7 | Bedekovics Krisztina | Bp. Honvéd      | Országos ifjúsági, serdülő, gyermek        |
| Női 200 méteres hátúszás        | 2:41,8  | Czövek Zsuzsanna     | Vasas SC        | Országos gyermek                           |
| Női 100 méteres pillangóúszás   | 1:04,8  | Gyarmati Andrea      | Ferencvárosi TC | Országos felnőtt                           |
| Női 400 méteres vegyes úszás    | 5:21,0  | Kiss Éva             | Bp. Honvéd      | Országos felnőtt                           |